# Allium cuthbertii
Allium cuthbertii — вид рослин з родини амарилісових (Amaryllidaceae); ендемік південного сходу США.

## Опис
Цибулини зазвичай поодинокі, яйцюваті, 1–1.8 × 1–1.2 см; зовнішні оболонки сіруваті, внутрішні — білуваті. Листки стійкі, в'януть після цвітіння, 2; пластина суцільна, плоска, лінійна, 12–35 см × 3–6 мм, краї цілі або зубчасті. Стеблина стійка, поодинока, прямовисна, кругла в перерізі або ± 3–4 кутова, 20–40 см × 1–3.5 мм. Зонтик стійкий, прямовисний, нещільний, 10–25-квітковий, півсферо-круглястий, цибулинки невідомі. Квітки ± зірчасті, 7–9 мм; листочки оцвітини від білого до рожевого або пурпурного забарвлення, ланцетні, ± рівні, краї цілі, верхівка гостра; пиляки жовті; пилок жовтий. Насіннєве покриття сяє. 2n = 14. 
Період цвітіння: травень — початок червня.

## Поширення
Ендемік південного сходу США (Алабама, Флорида, Джорджія, Північна Кароліна, Південна Кароліна). Зростає на гранітних «плоских скелях» П'ємонта та в піску на прибережних рівнинах; 0–300 м.